# Salzhaus (Budweis)

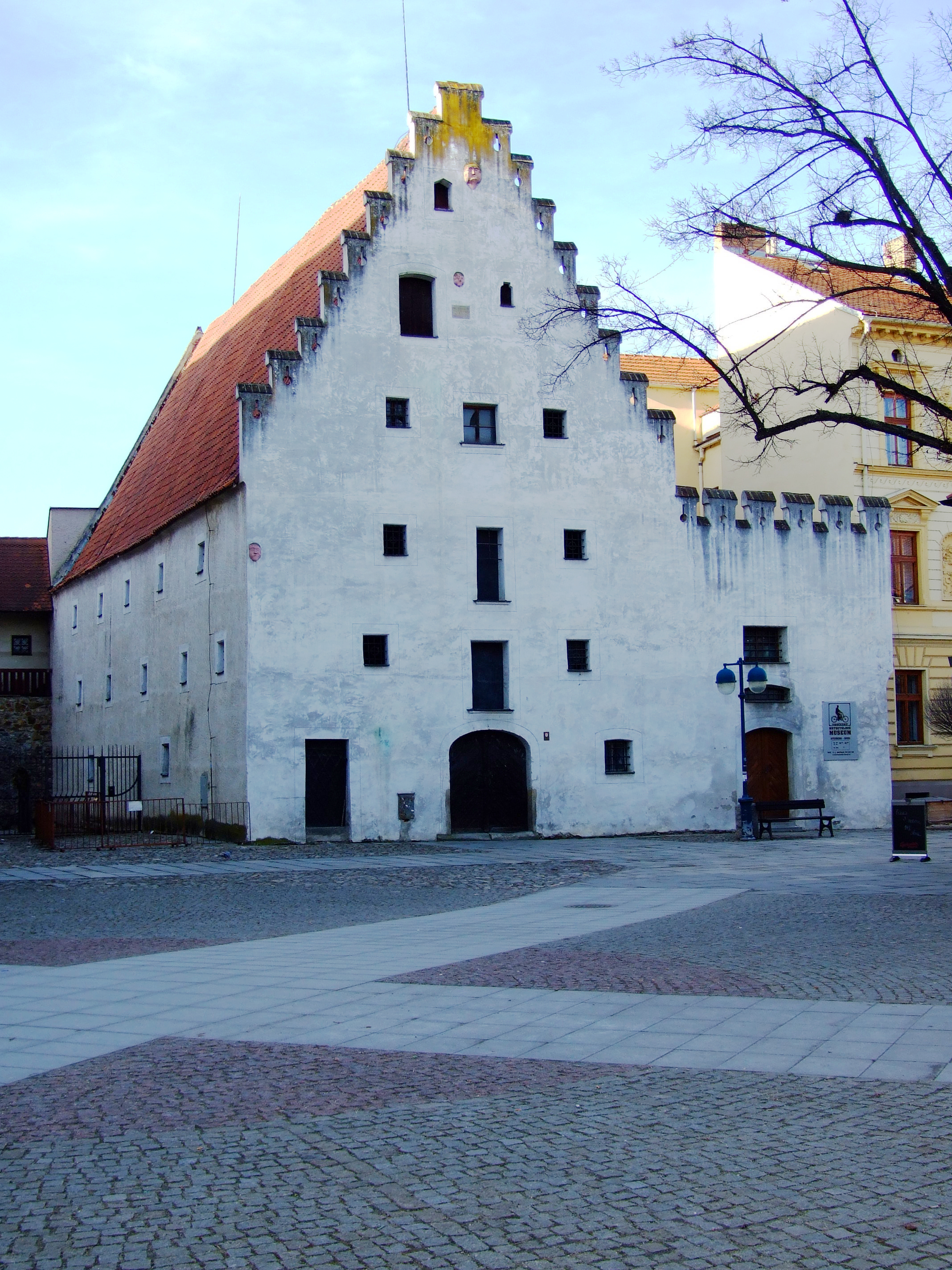
Salzhaus in Budweis

Das Salzhaus (tschechisch Solnice) in Budweis (tschechisch České Budějovice), der größten Stadt in Südböhmen und Verwaltungssitz der Südböhmischen Region in Tschechien, wurde 1531 errichtet. Das Salzhaus ist ein geschütztes Kulturdenkmal.

## Geschichte
Das Gebäude wurde 1531 im Areal des Friedhofs des Dominikanerklosters als Getreidespeicher der Stadt gebaut und später als Arsenal genutzt. Danach diente es als Lager für das kostbare Handelsgut Salz, das am Linzer Steig nach Böhmen transportiert wurde.

## Salzhaus am Piaristenplatz

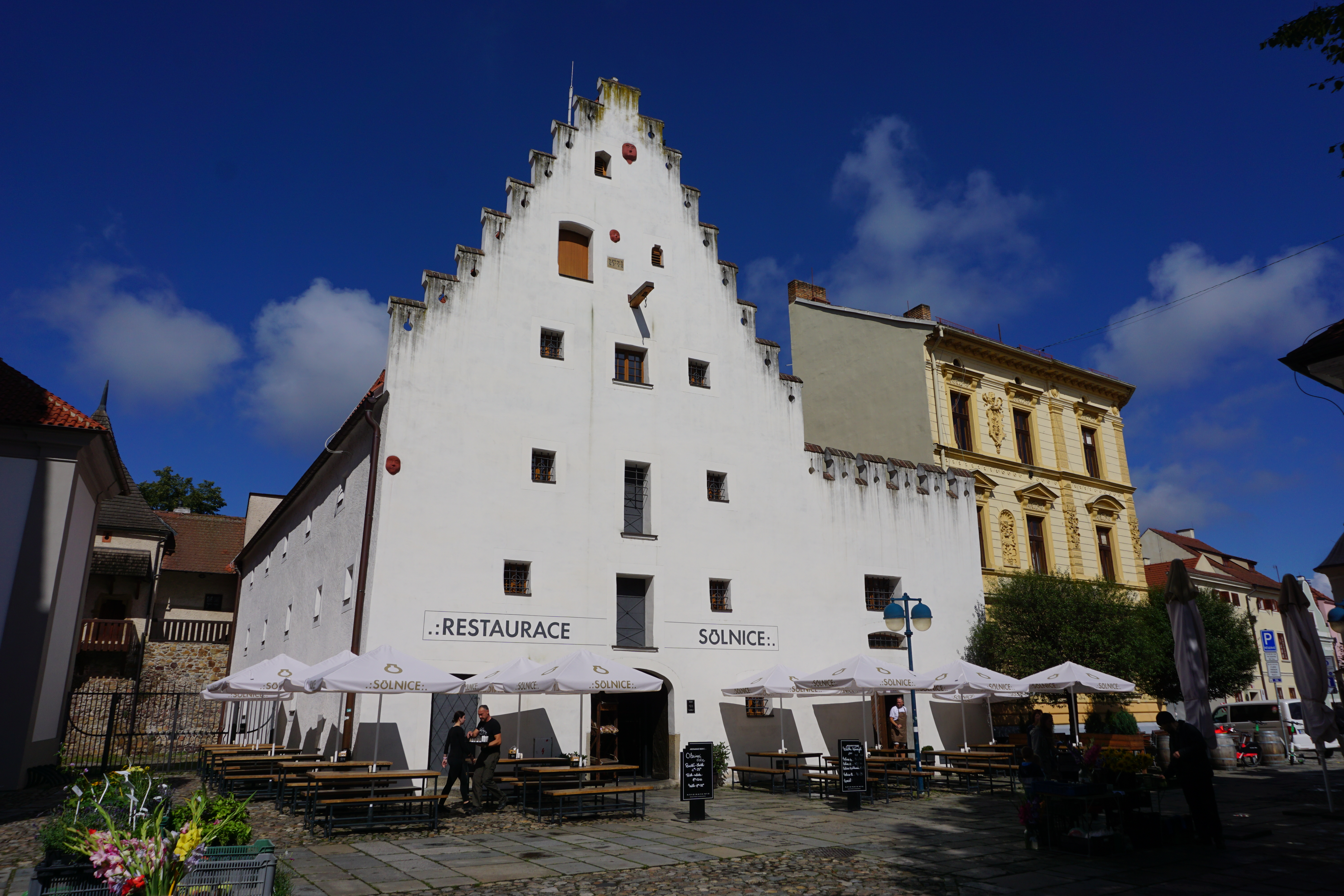
Salzhaus mit Restaurant Solnice (2023)

Das denkmalgeschützte, sechsgeschossige Bauwerk ist an die mittelalterliche Stadtmauer angebaut. Die weiße Ostfassade wird von einem hohen Staffelgiebel mit kleinen, schartenartige Öffnungen abgeschlossen. In vier Stockwerken befindet sich jeweils eine Öffnung auf Fußbodenebene, durch welche das Salz mit Hilfe von Seilwinden in die Lagerräume oder von dort heraus geschafft wurde. Drei rätselhafte Steinköpfe sind auf Höhe des dritten, fünften und sechsten Stockwerks der Ostfassade angebracht. Ein vierter Kopf befindet sich auf der hinteren Westfassade.
Das Dach wird von einem wertvollen, hohen Dachstuhl im Gotik-Renaissance-Stil getragen. Im Inneren befindet sich eine Steinplatte mit der Jahreszahl des Baujahres 1531 im obersten Stockwerk.
Der niedrige Anbau an der Nordseite wird als „kleines Salzhaus“ (malá solnice) bezeichnet.
Seit 2018 ist im Salzhaus eine Mikrobrauerei, das Solnice, untergebracht.

## Salzhaus am Salztor
Gut 200 Meter weiter südlich befindet sich in der Česká ulice (Böhmergasse) Nr. 66 das im Jahr 1564 errichtete und mehrfach umgebaute, große Salzhaus. Es diente als Umschlagplatz zur Beladung der Salzschiffe, die vor dem Salztor im blinden Arm der Maltsch (kurz vor deren Mündung in die Moldau) lagen. Dieses Gebäude wurde noch zu Zeiten der Pferdeeisenbahn Budweis–Linz–Gmunden als Umschlagsplatz benutzt.

## Salztor
Das Salztor (tschechisch Solní branka) wurde im 14. Jahrhundert erbaut und 1387 erstmals schriftlich erwähnt. Möglicherweise gab es an dieser Stelle schon zuvor einen Zugang zum Wasser. Die heutige Bezeichnung stammt vom großen Salzhaus in der Böhmergasse.